# Intersecția de autostrăzi Rippachtal
Intersecția de autostrăzi Rippachtal (în germană Autobahnkreuz Rippachtal; abreviere: AK Rippachtal; forma scurtă: Kreuz Rippachtal) este o intersecție de autostrăzi din Saxonia-Anhalt, lângă Merseburg. Conectează A 9 (Berlin–Leipzig–München; Rutele Europene E 49 și E 51) cu A 38 (Südharzautobahn/Autostrada Harz de Sud).

## Geografie
Intersecția de autostrăzi este situat în zonele urbane Lützen și Weißenfels, la nord-vest de districtul Rippach din districtul Burgenland. Alte districte din jur sunt Röcken în nord-est, Pörsten în sud-est, Dehlitz și Lösau în sud-vest și Oeglitzsch în nord-vest. Se află la aproximativ 25 km sud-vest de Leipzig, la aproximativ 20 km nord-est de Naumburg și la aproximativ 25 km sud de Halle (Saale).
IA este numită după valea râului Rippach, care se varsă în Saale la câțiva kilometri spre sud-vest.
Intersecția de autostradă Rippachtal are intersecția numărul 19 pe A 9 și numărul 27 pe A 38.

## Forma constructivă
Intersecția a fost deschisă în octombrie 1997, ca parte a Buclei Germaniei Centrale. O formă de trifoi modificat a fost ales ca formă constructivă. În locul unei rampe indirecte de la A 9 care vine dinspre München la A 38 la Göttingen, a fost realizată o rampă tangentă cu două structuri de poduri, peste A 9, respectiv A 38.
În zona IA A 38 are patru benzi de circulație pe ambele sensuri. A 9 are șase benzi. Cele trei rampe indirecte au câte o bandă de circulație iar rampele directe au două benzi, cu excepția traseului Leipzig-Berlin, care are o bandă. Tangenta este, de asemenea, prevăzută cu două benzi. 